# Vergangenheitsbewältigung

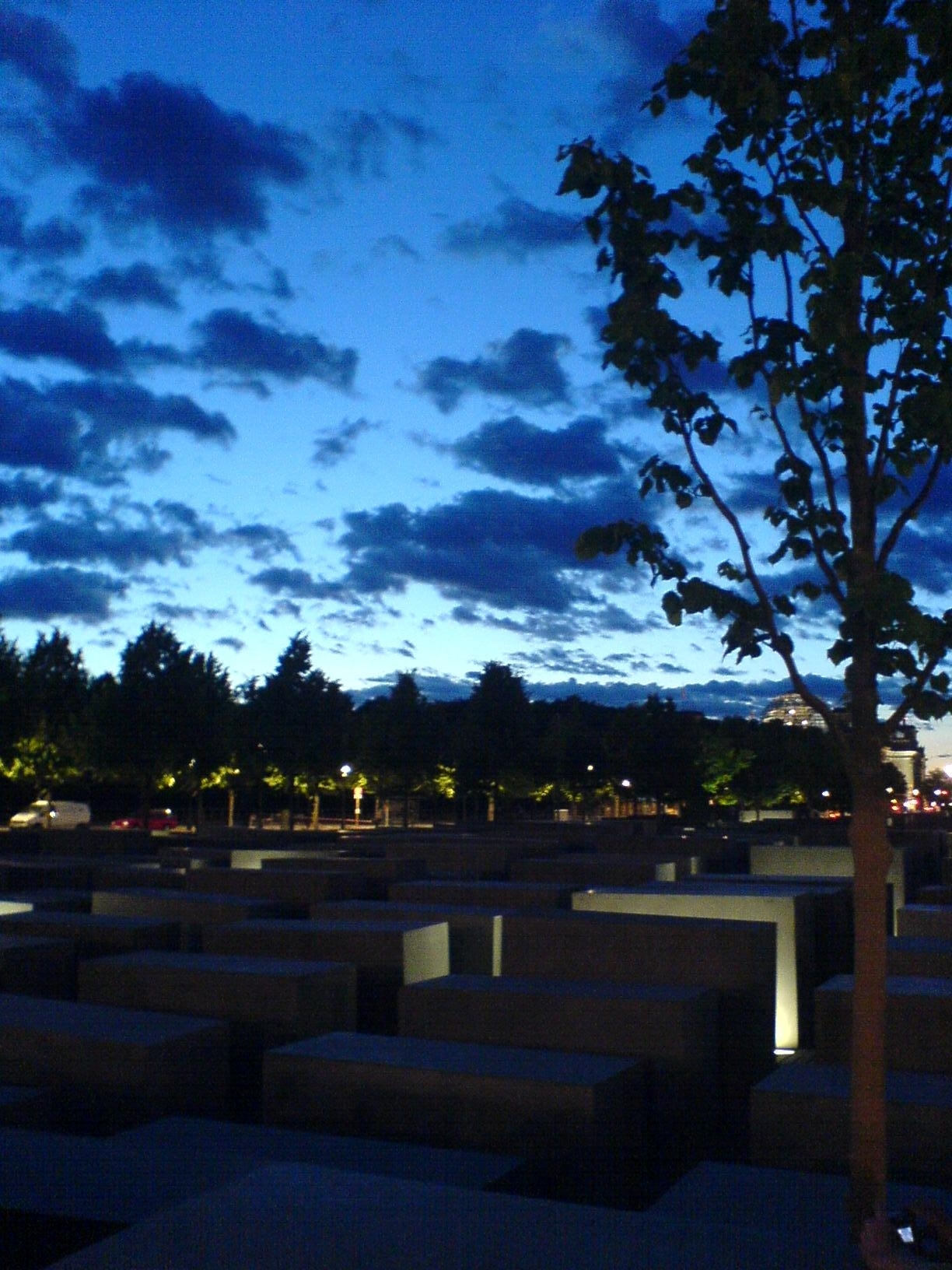
Memorial do Holocausto, Berlim

Vergangenheitsbewältigung é uma palavra composta alemã que descreve o processo de lidar com o passado (Vergangenheit = passado; Bewältigung = reconciliar-se, sobrepujar), talvez melhor traduzida para o português como "reconciliação com o passado". Outro termo alemão, Geschichtsaufarbeitung ("processamento da história") descreve métodos similares, mas sua utilização não é tão comum.
Vergangenheitsbewältigung descreve a tentativa de analisar, compreender e aprender a viver com o passado, particularmente o Holocausto. O sentido do aprendizado está ligado à reflexão frequentemente citada do filósofo George Santayana de que "aqueles que esquecem o passado estão condenados a repeti-lo". Como termo técnico, relaciona-se especificamente às atrocidades cometidas durante o Terceiro Reich, quando Adolf Hitler estava no poder na Alemanha. Neste aspecto, abrange preocupações tanto históricas quanto recorrentes sobre a extensão do comprometimento e cooptação de muitas das instituições culturais, religiosas e políticas alemãs pelo Nacional-Socialismo. O termo lida ao mesmo tempo portanto com a responsabilidade concreta do estado alemão (a República Federal da Alemanha assumiu as obrigações legais do Reich) e dos indivíduos alemães pelo que ocorreu "sob Hitler", questionando as raízes da legitimidade em uma sociedade cuja invenção do Iluminismo desmoronou frente à ideologia nazista.
Mais recentemente, o termo Vergangenheitsbewältigung tem sido utilizado na antiga República Democrática da Alemanha para referir-se ao processo de superação das brutalidades cometidas por instituições comunistas (Descomunização).

## Após a desnazificação
Historicamente, Vergangenheitsbewältigung é visto com frequência como o "passo seguinte" mais lógico após a desnazificação colocada em prática primeiramente sob o regime de ocupação dos Aliados e continuada pelo governo de Konrad Adenauer e seu partido da União Democrata-Cristã. O processo deu-se do final da década de 1950 e começo de 60, grosso modo o período em que o trabalho de Wiederaufbau (reconstrução) tornou-se menos exigente e urgente. Tendo substituído as instituições e estruturas de poder do Nacional-Socialismo, o objetivo dos alemães liberais passou a ser lidar com a culpa de sua história recente.